# Chapelle Notre-Dame-de-Bon-Secours de Varsberg
La chapelle Notre-Dame-de-Bon-Secours est un édifice religieux catholique sis dans la commune française de Varsberg, au cœur de la région franco-allemande du Warndt, derrière l'église Saint-Blaise et le cimetière, un peu à l'écart du village et en bordure de forêt.

## Histoire
Érigée en 1870 la chapelle fut récemment restaurée. Elle porte, sur le linteau de la porte, la dédicace à la Sainte Vierge : Zu Maria, Helferinn der Christen (À Marie, Aide des chrétiens). Le sanctuaire est surélevée par rapport à l'espace défini aux fidèles ; on y accède par quelques marches. 